# The Motto (canção de Tiësto)
"The Motto" é uma canção do DJ holandês Tiësto com participação da cantora americana Ava Max. Foi lançado em 4 de novembro de 2021, pelas gravadoras Musical Freedom e Atlantic Records como terceiro single do próximo sétimo álbum de estúdio de Tiësto.

## Vídeo musical
Um videoclipe de acompanhamento foi dirigido por Christian Breslauer e lançado na MTV Live e em toda a Times Square. O vídeo retrata Tiësto e Ava Max "viajando no tempo e festejando". Na sinopse musical situado na década de 1920, Ava destrói um elevador do hotel usando uma garrafa de champanhe, enquanto acompanhado por um porteiro.

## Lista de faixas
Download digital e streaming
1. "The Motto" – 2:44

Download digital e streaming – Tiësto's New Year's Eve VIP Mix
1. "The Motto" (Tiësto's New Year's Eve VIP Mix) – 3:26
2. "The Motto" – 2:44

Download digital e streaming – Robin Schulz Remix
1. "The Motto" (Robin Schulz Remix) – 2:37
2. "The Motto" – 2:44

## Paradas musicais
| País/Parada (2021–22)                             | Melhor posição |
| ------------------------------------------------- | -------------- |
| Austrália (ARIA)                                  | 22             |
| Áustria (Ö3 Austria Top 75)                       | 11             |
| Bélgica (Ultratop 50 de Flandres)                 | 3              |
| Bélgica (Ultratop 50 da Valônia)                  | 5              |
| Canadá (Canadian Hot 100)                         | 9              |
| Canadá (Billboard CHR/Top 40)                     | 6              |
| Canadá (Billboard Hot AC)                         | 31             |
| Chile (Monitor Latino)                            | 12             |
| Colômbia (Monitor Latino)                         | 15             |
| Comunidade dos Estados Independentes (Tophit)     | 53             |
| Croácia (HRT)                                     | 8              |
| República Checa (Rádio Top 100)                   | 16             |
| República Checa (Singles Digitál Top 100)         | 10             |
| Dinamarca (Tracklisten)                           | 22             |
| República Dominicana (Monitor Latino)             | 16             |
| Finlândia (Suomen virallinen lista)               | 11             |
| França (SNEP)                                     | 60             |
| Alemanha (Offizielle Deutsche Charts)             | 10             |
| Mundo (Billboard Global 200)                      | 17             |
| Grécia (IFPI)                                     | 7              |
| Hungria (Dance Top 40)                            | 9              |
| Hungria (Single Top 40)                           | 5              |
| Hungria (Stream Top 40)                           | 6              |
| Irlanda (IRMA)                                    | 6              |
| Itália (FIMI)                                     | 76             |
| Lituânia (AGATA)                                  | 6              |
| Luxemburgo (Billboard)                            | 13             |
| México (Billboard)                                | 19             |
| Países Baixos (Dutch Top 40)                      | 1              |
| Países Baixos (Single Top 100)                    | 5              |
| Nova Zelândia (Recorded Music NZ)                 | 18             |
| Nicarágua (Monitor Latino)                        | 2              |
| Noruega (VG-lista)                                | 11             |
| Panamá (Monitor Latino)                           | 18             |
| Polónia (Polish Airplay Top 100)                  | 1              |
| Portugal (AFP)                                    | 42             |
| Porto Rico (Monitor Latino)                       | 16             |
| Rússia (Tophit Airplay)                           | 9              |
| Eslováquia (Rádio Top 100)                        | 13             |
| Eslováquia (IFPI Slovenská Republika)             | 3              |
| África do Sul (RISA)                              | 23             |
| Suécia (Sverigetopplistan)                        | 21             |
| Suíça (Schweizer Hitparade)                       | 7              |
| Reino Unido (UK Singles Chart)                    | 12             |
| Reino Unido (UK Dance Chart)                      | 4              |
| Ucrânia (Tophit Airplay)                          | 9              |
| Estados Unidos (Billboard Hot 100)                | 42             |
| Estados Unidos (Billboard Dance/Electronic Songs) | 2              |
| Estados Unidos (Billboard Mainstream Top 40)      | 17             |

| País/Parada (2021)           | Posição fixada |
| ---------------------------- | -------------- |
| Albânia (Top Channel)        | 72             |
| Países Baixos (Dutch Top 40) | 100            |

## Créditos
- Tiësto – artista principal, composição, produção
- Amanda Ava Koci – artista principal, composição, vocal
- Claudia Valentina – composição
- Pablo Bowman – composição
- Pater Rycroft – composição
- Sarah Blanchard – composição
- Yoshi Breen – composição
- Lostboy – produção
- Tom Norris – mixagem

## Histórico de lançamento
| Páis           | Data                    | Formato(s)                 | Versão                          | Gravadora | Ref.   |
| -------------- | ----------------------- | -------------------------- | ------------------------------- | --------- | ------ |
| Vários         | 4 de novembro de 2021   | Download digital streaming | Original                        | Atlantic  | [ 7 ]  |
| Itália         | 12 de novembro de 2021  | Airplay                    | Original                        | Warner    | [ 63 ] |
| Vários         | 17 de dezembro de 2021  | Download digital streaming | Tiësto's New Year's Eve VIP Mix | Atlantic  | [ 8 ]  |
| Vários         | 11 de fevereiro de 2022 | Download digital streaming | Robin Schulz Remix              | Atlantic  | [ 10 ] |
| Estados Unidos | 15 de fevereiro de 2022 | Contemporary hit radio     | Original                        | Atlantic  | [ 64 ] |